# Sergio Samitier
Sergio Samitier Samitier (* 31. August 1995 in Barbastro) ist ein spanischer Radrennfahrer, der auf der Straße aktiv ist.

## Sportlicher Werdegang
Nach dem Wechsel in die U23 wurde Samitier zunächst Mitglied im Team Lizarte, dem Nachwuchsteam der Equipo Kern Pharma. Zur Saison 2018 erhielt er einen Vertrag beim Team Euskadi Basque Country-Murias, mit dem er 2019 an der Vuelta a España teilnahm und in der Bergwertung den dritten Platz belegte. 
Nach Auflösung seines Teams wurde Samitier Mitglied im Movistar Team. Beim Giro d’Italia 2020 war er als Zwölfter bester Fahrer seines Teams. Ein dritter Etappenrang bei der Portugal-Rundfahrt 2021 und der Gewinn der Bergwertung der Tour of the Alps 2023 blieben seine besten Ergebnisse während der fünf Jahre im Team.
Zur Saison 2025 wechselte Samitier zum Team Cofidis.

## Erfolge
2019
- Bergwertung Tour of the Alps

2023
- Bergwertung Tour of the Alps

## Grand-Tour-Platzierungen
| Grand Tour            | 2019 | 2020 | 2021 | 2022 | 2023 | 2024 | 2025 |
| --------------------- | ---- | ---- | ---- | ---- | ---- | ---- | ---- |
| Giro d’ItaliaGiro     | –    | 13   | –    | DNF  | –    | –    | 52   |
| Tour de FranceTour    | –    | –    | –    | –    | –    | –    |      |
| Vuelta a EspañaVuelta | 112  | –    | –    | –    | –    | –    |      |